# Joseph Anton Schneiderfranken
Joseph Anton Schneiderfranken (ur. 25 listopada 1876 w Aschaffenburgu, zm. 14 lutego 1943 w Massagno/kanton Ticino) – niemiecki pisarz i malarz. Jego prawdziwe nazwisko brzmiało Schneider, ale zmienił je, dodając do zbyt popularnego w Niemczech nazwiska przyrostek Franken (od Frankonii skąd pochodził). Swoje dzieła natomiast podpisywał jako Bô Yin Râ.

## Życiorys
Schneiderfranken dorastał w Aschaffenburgu i we Frankfurcie nad Menem. Malarstwo studiował na europejskich akademiach m.in. we Frankfurcie, Monachium, Paryżu czy Wiedniu. W latach 1912–1913 podróżował po Grecji, gdzie namalował i napisał wiele ze swoich dzieł, między innymi pierwsze filozoficzno-mistyczne dzieło Światło z Himavatu. Podczas I wojny światowej został wcielony do wojska i wiosną 1917 roku skierowany do obozu jenieckiego w Görlitz jako tłumacz języka greckiego. Tam zafascynował się Jakubem Böhmem i w roku 1921 założył Stowarzyszenie Mistyki Jakuba Böhmego (Jokob Böhme Bund). W roku 1923 wyjechał do Szwajcarii, gdzie zmarł w 1943 roku.
Schneiderfranken napisał ponad 40 książek i namalował ponad 200 obrazów.

## Literatura
- Kamil Kaczmarek, Wspólnota Kundaliniego. Rys historyczno-religioznawczy, Nomos. kwartalnik religioznawczy, nr 56/60 2007.